# Шведска на Европском првенству у атлетици у дворани 2017.
Шведска је учествовала на 34. Европском првенству у дворани 2017 одржаном у Београду, Србија, од 3. до 5. марта. Ово је било тридесет четврто Европско првенство у атлетици у дворани од његовог оснивања 1970. године на којем је Шведска учествовала, односно учествовала је на свим првенствима до данас. Репрезентацију Шведске представљала су 29 спортиста (12 мушкараца и 17 жена) који су се такмичили у 17 дисциплина (8 мушких и 9 женских).
На овом првенству Шведска је заузело 15. место по броју освојених медаља са 4 освојене медаље (2 сребрне и 2 бронзане). У табели успешности према броју и пласману такмичара који су учествовали у финалним такмичењима (првих 8 такмичара) Шведска је са 14 учесника у финалу заузела 4 место са 63 бода.
| Плас. | Земља   | 1. место | 2. место | 3. место | 4. место | 5. место | 6. место | 7. место | 8. место | Бр. фин.-Бод. |
| ----- | ------- | -------- | -------- | -------- | -------- | -------- | -------- | -------- | -------- | ------------- |
| 4.    | Шведска | -        | 2–14     | 2-11,50  | 4-20     | 3–12     | 1–2,50   | 1–2      | 1-1      | 14-63         |

Поред освојених медаља Шведска је остварило и следеће резултате: оборен ја најбољи светски и европски резултат сезоне, 2 национална и 7 личних рекорда, као и 3 најбоља лична резултата сезоне.

## Учесници
| Мушкарци: - Сулејман Бах — 60 м - Остин Хамилтон — 60 м - Одаин Роуз — 60 м - Андреас Крамер — 800 м - Јохан Рогестедт — 1.500 м - Кале Берглунд — 1.500 м - Јонас Леандерсон — 3.000 м - Стафан Ек — 3.000 м - Александар Брорсон — 60 м препоне - Фабијан Делрид — Скок увис - Михел Торнеус — Скок удаљ - Фредрик Самуелсон — Седмобој | Жене: - Елин Естлунд — 60 м - Гладис Бамане — 60 м - Ловиса Линд — 800 м - Ана Силвандер — 800 м - Мераф Бахта — 1.500 м - Лин Нилсон — 1.500 м - Шарлота Фуегберг — 3.000 м - Сузана Калур — 60 м препоне - Маја Рогемир — 60 м препоне - Елин Вестерлунд — 60 м препоне - Софије Ског — Скок увис - Ема Грин — Скок увис - Ангелика Бенгстон — Скок мотком - Михаела Мејер — Скок мотком - Лиза Гунарсон — Скок мотком - Фани Рос — Бацање кугле - Бјанка Салминг — Петобој |  |

## Освајачи медаља (4)

### Сребро (2)
- Кале Берглунд — 1.500 м
- Михел Торнеус — Скок удаљ

### Бронза (2)
- Остин Хамилтон — 60 м
- Ангелика Бенгстон — Скок мотком

## Резултати

### Мушкарци
| Атлетичар          | Дисциплина   | Лични рекорд | Квалификације  | Квалификације | Полуфинале           | Полуфинале           | Финале               | Финале       | Детаљи |
| Атлетичар          | Дисциплина   | Лични рекорд | Резултат       | Место         | Резултат             | Место                | Резултат             | Место        | Детаљи |
| ------------------ | ------------ | ------------ | -------------- | ------------- | -------------------- | -------------------- | -------------------- | ------------ | ------ |
| Остин Хамилтон     | 60 м         | 6,69         | 6,65 КВ, ЛР    | 1. у гр. 4    | 6,67 КВ              | 3. у гр. 1           | 6,63 ЛР              |              |        |
| Одејн Роуз         | 60 м         | 6,62         | 6,72 КВ        | 3. у гр. 4    | 6,66 КВ, ЛРС         | 4. у гр. 2           | 6,63 ЛРС             | 4 / 26       |        |
| Сулејман Бах       | 60 м         | 6,70         | 6,71 кв        | 4. у гр. 2    | 6,72 КВ              | 4. у гр. 1           | 6,96                 | 7 / 26       |        |
| Андреас Крамер     | 800 м        | 1:47,61      | 1:46,86 КВ, ЛР | 4. у гр. 3    | 1:49,53              | 6. у гр. 1           | Није се квалификовао | 8 / 24       |        |
| Кале Берглунд      | 1.500 м      | 3:37,69 НР   | 3:45,68 КВ     | 6. у гр. 1    |                      |                      | 3:45,56              |              |        |
| Јохан Рогестедт    | 1.500 м      | 3:40,03      | 3:44,12 КВ     | 3. у гр. 3    | 3:49,91              | 10 / 22              |                      |              |        |
| Јонас Леандерсон   | 3.000 м      | 7:53,83      | 7:54,93 КВ     | 1. у гр. 1    | 8:03,91              | 5 / 21 (23)          |                      |              |        |
| Стефан Ек          | 3.000 м      | 7:58,71      | 8:56,06        | 11. у гр. 2   | Није се квалификовао | 21 / 21 (23)         |                      |              |        |
| Александар Брорсон | 60 м препоне | 7,72         | 7,78           | 4. у гр. 3    | Није се квалификовао | Није се квалификовао | Није се квалификовао | 14 / 20 (24) |        |
| Фабијан Делрид     | Скок увис    | 2,25         | 2,10           | 17.           |                      |                      | Није се квалификовао | 17 / 18      |        |
| Михел Торнеус      | Скок удаљ    | 8,30 НР      | 7,96 КВ, ЛРС   | 4.            | 8,08 ЛРС             |                      |                      |              |        |

#### седмобој
| Дисциплина   | Фредрик Самуелсон | Фредрик Самуелсон | Фредрик Самуелсон | Фредрик Самуелсон | Фредрик Самуелсон | Фредрик Самуелсон |
| Дисциплина   | Лич. рек.         | Рез.              | Бод.              | Плас.             | Укупно            | Плас.             |
| ------------ | ----------------- | ----------------- | ----------------- | ----------------- | ----------------- | ----------------- |
| 60 м         | 7,07              | 7,06 ЛР           | 861               | 7.                | 861               | 7.                |
| Скок удаљ    | 7,47              | 7,40 ЛРС          | 910               | 5.                | 1.771             | 8.                |
| Бацање кугле | 14,67             | 14,24 ЛРС         | 743               | 9.                | 2.514             | 6.                |
| Скок увис    | 2,05              | 2,01              | 813               | 7.                | 3.327             | 7.                |
| 60 препоне   | 8,16              | 8,18              | 937               | 10.               | 4.264             | 8.                |
| Скок мотком  | 4,95              | 5,00 ЛР           | 910               | 7.                | 5.174             | 6.                |
| 1.000 м      | 2:52,41           | 2:42,97 ЛР        | 841               | 8.                | 6.015             | 5.                |
| Укупно       | 5.920             | -                 |                   |                   | 6.015 ЛР          | 5 / 14 (16)       |

### Жене
| Атлетичарка       | Дисциплина   | Лични рекорд | Квалификације    | Квалификације    | Полуфинале            | Полуфинале            | Финале                | Финале                | Детаљи |
| Атлетичарка       | Дисциплина   | Лични рекорд | Резултат         | Место            | Резултат              | Место                 | Резултат              | Место                 | Детаљи |
| ----------------- | ------------ | ------------ | ---------------- | ---------------- | --------------------- | --------------------- | --------------------- | --------------------- | ------ |
| Елин Естлунд      | 60 м         | 7,39         | 7,43 кв          | 5. у гр. 5       | 7,42                  | 7. у гр. 2            | Није се квалификовала | 17 / 37 (38)          |        |
| Гладис Бамане     | 60 м         | 7,42         | 7,50             | 5. у гр. 1       | Није се квалификовала | Није се квалификовала | Није се квалификовала | 27 / 37 (38)          |        |
| Ловиса Линд       | 800 м        | 2:01,69      | 2:04,47 КВ       | 2. у гр. 2       | 2:03,26               | 3. у гр. 2            | 2:01,37               | 4 / 19                |        |
| Ана Силвандер     | 800 м        | 2:02,54      | 2:05,63          | 3. у гр. 3       | Није се квалификовала | Није се квалификовала | Није се квалификовала | 12 / 19               |        |
| Мераф Бахта       | 1.500 м      | 4:06,40      | 4:12,39 КВ       | 1. у гр. 2       |                       |                       | 4:07,90               | 4 / 19                |        |
| Лин Нилсон        | 1.500 м      | 4:11,77      | 4:15,25          | 5. у гр. 3       | Није се квалификовала | 14 / 19               |                       |                       |        |
| Шарлота Фуегберг  | 3.000 м      | 9:01,33      | 8:55,21 КВ, ЛР   | 3. у гр. 2       | 9:09,53               | 12 / 17               |                       |                       |        |
| Сузана Калур      | 60 м препоне | 7,68         | 8,15 КВ          | 3. у гр. 3       | 7,89 КВ               | 1. у гр. 2            | 7,88                  |                       |        |
| Маја Рогјемир     | 60 м препоне | 8,20         | 8,18 кв, ЛР      | 4. у гр. 1       | 8,34                  | 7. у гр. 2            | 7,95                  | 15 / 22 (27)          |        |
| Елин Вестерлунд   | 60 м препоне | 8,20         | Дисквалификована | Дисквалификована | Није се квалификовала | Није се квалификовала | Није се квалификовала | Није се квалификовала |        |
| Софије Ског       | Скок увис    | 1,94         | 1,86             | 9.               |                       |                       | Нису се квалификовале | 9 / 21                |        |
| Ема Грин          | Скок увис    | 1,86         | 1,86             | 19.              | 19 / 21               |                       | Нису се квалификовале |                       |        |
| Ангелика Бенгтсон | Скок мотком  | 4,70 НР      |                  |                  |                       |                       | 4,55                  |                       |        |
| Михаела Мејер     | Скок мотком  | 4,60         | 4,55             | 5 / 13           |                       |                       |                       |                       |        |
| Лиса Гунарсон     | Скок мотком  | 4,51         | 4,45 ЛРС         | 6 / 13           |                       |                       |                       |                       |        |
| Фани Рос          | Бацање кугле | 17,88        | 17,76 КВ         | 5.               |                       |                       | 18,13 НР              | 4 / 21                |        |

#### Петобој
| Дисциплина   | Бјанка Салминг | Бјанка Салминг | Бјанка Салминг | Бјанка Салминг | Бјанка Салминг | Бјанка Салминг |
| Дисциплина   | Лич. рек.      | Резултат       | Бод.           | Плас.          | Укупно         | Плас.          |
| ------------ | -------------- | -------------- | -------------- | -------------- | -------------- | -------------- |
| 60 м препоне | 8,86           | 8,87           | 937            | 13.            | 937            | 13.            |
| Скок увис    | 1,86           | 1,81           | 991            | 5.             | 1.928          | 10.            |
| Бацање кугле | 14,10          | 13,59          | 767            | 10.            | 2.695          | 9.             |
| Скок удаљ    | 5,81           | 5,67           | 750            | 14.            | 3.445          | 12.            |
| 800 м        | 2:15,13        | 2:11,44 ЛР     | 944            | 2.             | 4.389          | 10.            |
| Петобој      | 4.338          |                |                |                | 4.389 ЛР       | 10 / 15        |